# Karol Victorius
Karol Victorius (ur. 1832, zm. 1 lutego 1906) – założyciel, wraz z Józefem Herzfeldem, kuźni w Grudziądzu, która rozwinęła się w duży zakład odlewniczy i emalierski H-V (od nazwisk założycieli), mający również filie. W okresie międzywojennym była to największa fabryka w mieście. Po kolejnych przekształceniach i zmianach nazwy istnieje do dzisiaj.

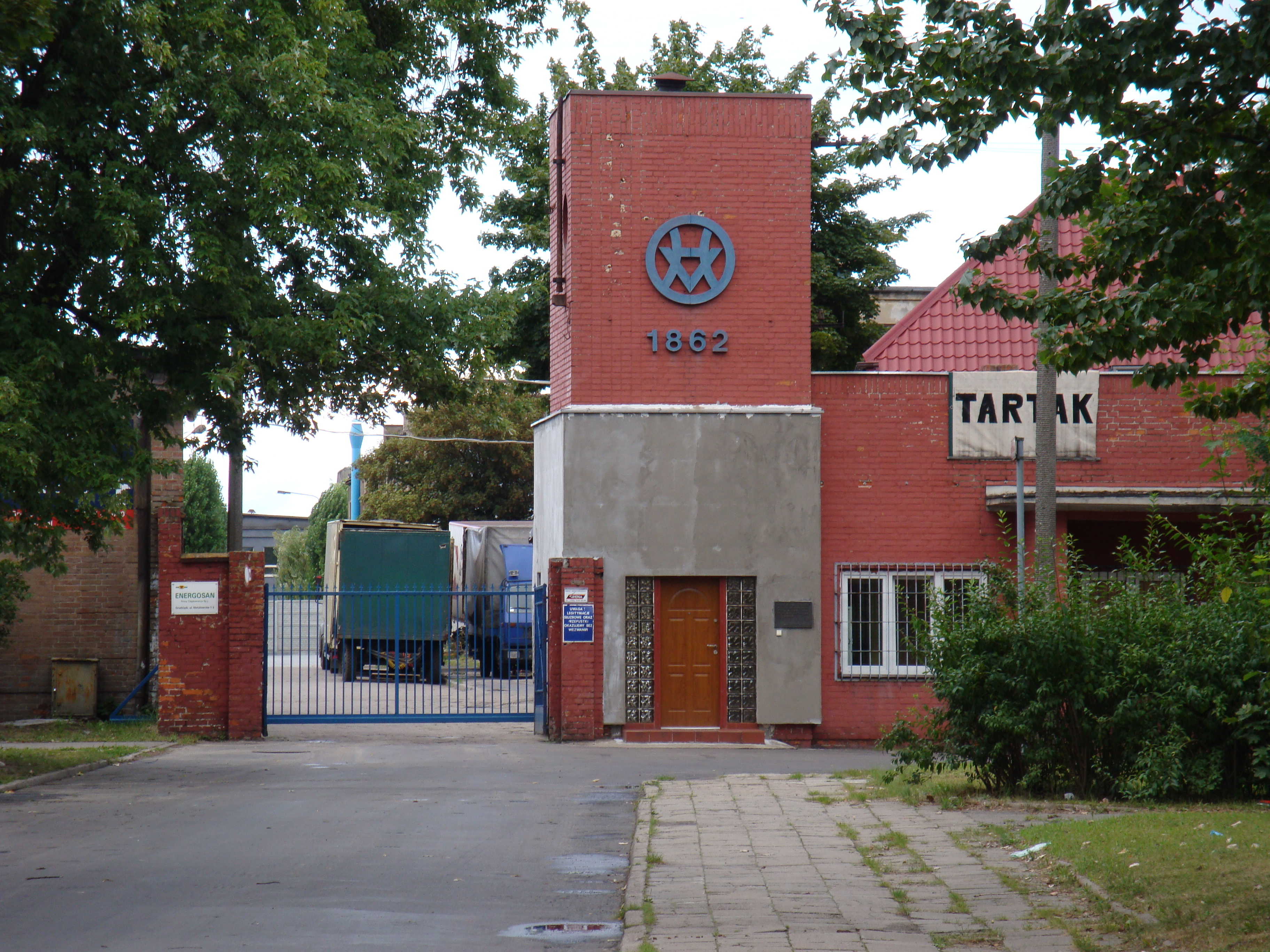